# 15246 Kumeta
15246 Kumeta (tên chỉ định: 1989 VS1) là một tiểu hành tinh vành đai chính. Nó được phát hiện bởi Kin Endate và Kazuro Watanabe ở Đài thiên văn Kitami ở Hokkaidō, Nhật Bản, ngày 2 tháng 11 năm 1989. Nó được đặt theo tên Yasutaka Kumeta, nhà thiên văn học nghiệp dư Nhật Bản.